# Dendropsophus bokermanni
Dendropsophus bokermanni é uma espécie de anfíbio da família Hylidae.
Pode ser encontrada nos seguintes países: Brasil, Colômbia, Equador, Peru e possivelmente em Bolívia.
Os seus habitats naturais são: florestas subtropicais ou tropicais húmidas de baixa altitude, pântanos e marismas intermitentes de água doce.